# Милен Митев
Милен Минев е български юрист генерален директор на Българско нациаонално радио с мандат 2021 - 2024 година.

## Биография
Милен Митев е роден на 4 март 1984 г. Завършва право в Юридическия факултет на Софийския университет „Свети Климент Охридски“.
От 2009 г. до 2018 г. е юрисконсулт на Българското национално радио. От 2018 до 2019 г. е директор на дирекция „Правна и човешки ресурси“ на БНР.
Между 2013 и 2019 г. членува в Правния съвет на Европейския съюз за радио и телевизия.
От 2019 до 2020 г. е юрисконсулт, а впоследствие и главен секретар, на Българската телеграфна агенция. От 2020 г. до 2021 г. е директор на дирекция „Административна“ на БНР.
На 4 август 2021 г. Съветът за електронни медии избира Митев за изпълняващ длъжността генерален директор на националното радио. На 27 октомври 2021 г. председателят на СЕМ Бетина Жотева и членовете на съвета Галина Георгиева, Соня Момчилова и София Владимирова избират Митев за генерален директор на БНР с мандат 2021 - 2024 година. Розита Еленова остава единственият член на органа, който не гласува за него, а се въздържа.